# Pedra da Penha
A Pedra da Penha é um afloramento rochoso localizado no nordeste do município de Cachoeiro de Itapemirim, no distrito de São Vicente, estado do Espírito Santo. Sendo o ponto mais elevado do município.
O afloramento rochoso se trata do ponto mais alto do município de Cachoeiro. Além disso, possuí uma trilha de 2 quilômetros que leva ao alto de um mirante com a vista do distrito de São Vicente, o município de Cachoeiro de Itapemirim e a sua sede.. Próximo a Pedra da Penha, também está localizada a Pedra da Onça.